# (12931) Mario
(12931) Mario (1999 TX10) – planetoida z pasa głównego asteroid okrążająca Słońce w ciągu 4,48 lat w średniej odległości 2,71 j.a. Odkryta 7 października 1999 roku.